# Угільня
Угі́льня (Угільна, Угольна) — село у Стрийському районі Львівської області. Населення становить 461 особу. Орган місцевого самоврядування — Стрийська міська рада.

## Географія
Село розташоване на рівнинному Передкарпатті, за 16 кілометрів на південний схід від м. Стрия. Поблизу протікає річка Сукіль. Середня висота над рівнем моря 319 м.

## Історія
Засноване 1681 року.[джерело?]

## Політика

### Парламентські вибори, 2019
На позачергових парламентських виборах 2019 року у селі функціонувала окрема виборча дільниця № 461448, розташована у приміщенні будинку культури.
Результати
- зареєстровано 280 виборців, явка 84,64 %, найбільше голосів віддано за «Слугу народу» — 33,33 %, за «Голос» — 13,92 %, за Європейську Солідарність і Громадянську позицію — по 12,24 %.[1] В одномандатному окрузі найбільше голосів отримав Олег Канівець (Громадянська позиція) — 25,42 %, за Володимира Наконечного (Слуга народу) — 15,68 %, за Євгенія Гірника (самовисування) — 15,68 %[2].

## Відомі люди
- Вігак Василь Михайлович (5 травня 1936, с. Угільня, — 25 лютого 2003) — український фізик , доктор фізико-математичних наук, професор, Інститут прикладних проблем механіки і математики імені Я. С. Підстригача НАН України.